# Emirátusi dirham
A dirham az Egyesült Arab Emírségek hivatalos pénzneme.

## Érmék
Az 5 és 10 fil érmék rézből, a 25 és 50 filesek, ill. az 1 dirhamos kupronikkelből készült. A számokat az egyik oldalon arab, a másikon indiai számokkal írták fel. Az 1 fileseket már nem lehet megtalálni a forgalomban. Az 5 és 10 filesek elvétve találhatók meg.
| névérték | átmérő | vastagság | tömeg | szegély |
| -------- | ------ | --------- | ----- | ------- |
| 25 fil   | 20 mm  | 1,5 mm    | 3,5 g | recés   |
| 50 fil   | 21 mm  | 1,7 mm    | 4,4 g | sima    |
| 1 dirham | 24 mm  | 2 mm      | 6,1 g | recés   |

## Bankjegyek

### 2015-ös sorozat
A bankjegyek mindegyikén az előlapon nyugati arab, míg a hátlapon hindu–arab számokat használnak.
| Névérték    | Méret       | Szín  | Leírás                                       | Leírás                            | Dátumok   | Dátumok              | Dátumok     |
| Névérték    | Méret       | Szín  | Előoldal                                     | Hátoldal                          | nyomtatás | kibocsátás           | visszavonás |
| ----------- | ----------- | ----- | -------------------------------------------- | --------------------------------- | --------- | -------------------- | ----------- |
| 10 dirham   | 147 x 62 mm | zöld  | hagyományos handzsár                         | pálmafák, ültetvény               | 2015      | 2015. szeptember 18. | forgalomban |
| 20 dirham   | 150 x 63 mm | kék   | Dubai Creek Golf & Yacht Club épülete        | vitorlás                          | 2015      | 2015. szeptember 22. | forgalomban |
| 100 dirham  | 155 x 66 mm | vörös | Fahidi-erőd Dubaiban                         | Kereskedelmi torony Dubaiban      | 2014      | 2015. április 10.    | forgalomban |
| 1000 dirham | 163 x 70 mm | barna | kerecsensólyom, Al Hoszn-palota Abu Dhabiban | kerecsensolyóm, Abu Dhabi látképe | 2015      | 2015. szeptember 19. | forgalomban |

### 2021-es sorozat
A sorozat bankjegyei polimer alapanyagúak.
| Névérték    | Méret       | Szín       | Leírás                                          | Leírás                                                 | Dátumok   | Dátumok            | Dátumok     |
| Névérték    | Méret       | Szín       | Előoldal                                        | Hátoldal                                               | nyomtatás | kibocsátás         | visszavonás |
| ----------- | ----------- | ---------- | ----------------------------------------------- | ------------------------------------------------------ | --------- | ------------------ | ----------- |
| 5 dirham    | 143 x 60 mm | barna      | Ajman-erőd                                      | Dajad-erőd                                             | 2021      | 2022. április 21.  | forgalomban |
| 10 dirham   | 147 x 62 mm | zöld       | Zayed sejk nagymecset                           | Khor Fakkan amfiteátrum                                | 2021      | 2022. április 26.  | forgalomban |
| 50 dirham   | 151 x 64 mm | sötétkék   | Zayed Al Nahyan sejk és a többi alapító atyák   | Zayed sejk aláírja a szakszervezeti dokumentumot       | 2021      | 2021. december 7.  | forgalomban |
| 500 dirham  | 155 x 66 mm | világoskék | Terra Fenntarthatósági Pavilon az Expo Dubaiban | A Jövő Múzeuma Dubaiban, Emirates Towers, Burzs Kalifa | 2021      | 2023. november 30. | forgalomban |
| 1000 dirham | 163 x 70 mm | barna      | Zayed sejk                                      | Barakah atomerőmű Ruwaisban                            | 2021      | 2022. április 10.  | forgalomban |